# Artin-Gruppe
In der Mathematik ist eine Artin-Gruppe ein Begriff aus dem mathematischen Teilgebiet der Gruppentheorie. Diese besondere Klasse von Gruppe ist nach dem Mathematiker Emil Artin benannt.

## Definition
Eine Artin-Gruppe ist eine Gruppe mit einer Präsentierung der Form 
{\displaystyle {\Big \langle }x_{1},x_{2},\ldots ,x_{n}{\Big |}\langle x_{1},x_{2}\rangle ^{m_{1,2}}=\langle x_{2},x_{1}\rangle ^{m_{2,1}},\ldots ,\langle x_{n-1},x_{n}\rangle ^{m_{n-1,n}}=\langle x_{n},x_{n-1}\rangle ^{m_{n,n-1}}{\Big \rangle }}
mit
{\displaystyle m_{i,j}=m_{j,i}\in \{2,3,\ldots ,\infty \}}.
Für {\displaystyle m<\infty } bedeutet dabei {\displaystyle \langle x_{i},x_{j}\rangle ^{m}} das alternierende Produkt der Länge {\displaystyle m} von {\displaystyle x_{i}} und {\displaystyle x_{j}}, beginnend mit {\displaystyle x_{i}}.  Also beispielsweise 
{\displaystyle \langle x_{i},x_{j}\rangle ^{3}=x_{i}x_{j}x_{i}}
oder 
{\displaystyle \langle x_{i},x_{j}\rangle ^{4}=x_{i}x_{j}x_{i}x_{j}}.
{\displaystyle m_{ij}=\infty } bedeutet, dass es zwischen {\displaystyle x_{i}} und {\displaystyle x_{j}} keine Relationen gibt.

## Spezialfälle

### Zopf-Gruppen
Zopf-Gruppen erhält man als Spezialfall mit 
{\displaystyle m_{i,i+1}=m_{i+1,i}=3\ \forall i}
und 
{\displaystyle m_{i,j}=2\ \forall \mid i-j\mid >1}.

### Rechtwinklige Artin-Gruppen
Rechtwinklige Artin-Gruppen sind Artin-Gruppen mit
{\displaystyle m_{i,j}\in \left\{2,\infty \right\}}
für alle {\displaystyle i,j}. Sie spielen eine wichtige Rolle in der 3-dimensionalen Topologie.